# Бригада береговой обороны
Бригада береговой обороны (араб. لواء درع الساحل‎) — ассадистская / баасистская военизированная организация, сформированная в 2015 году в составе Республиканской Гвардии баасистской Сирии. Действует в качестве повстанческой ячейки после свержения Асада.

## История
Бригада «Береговой обороны» была официально основана 1 января 2015 года в провинции Латакия как местная милиция, под крылом Республиканской гвардии, на фоне угрожающих правительственным силам успехов сирийской оппозиции и исламистских групп в провинциях Латакия и Идлиб. Группа начала набор солдат в конце мая - начала июня того же года. Бригада включала в себя несколько подразделений общим составом около 10 000 бойцов, в основном молодые добровольцы или бышвие военные и заключенные, приверженцы шиитской секты алавитов, из провинции Латакия и ее сельской местности. Члены бригады были обучены армейскими и иранскими специалистами.
В первые годы своего существования, бригада «Береговой обороны» активно участвовала в боевых действиях, в основном штурмы и рейды, преимущественно в границах Латакии, её сельскую и горную местность.

#### После свержения Асада
Бригада «Береговой обороны» возобновила свою деятельнось 6 февраля 2025 года, под прелдводительством бывшего члена 25-го отряда специального назначения и Республиканской гвардии Мукдада Фатихи. Вместе со сослуживицами, опубликовал видео, на котором запечатлен манифест против Командования военных операций и Временного правительства Сирии, которое распространило Сирийское народное сопротивление. Они призвали алавитов и бывших сторонников Башара аль-Асада «взять в руки оружие» против Ахмеда аш-Шараа. Фатиха заявил в видеообращении о создании бригады в связи с эскалацией нарушений со стороны Ахмада аш-Шараа после нападений на алавитов в городах сирийского побережья, подчеркнув ответственность бригады за любые нападения на представителей аш-Шараа на побережье и за пределами Сирии.
В контексте столкновении на западе Сирии, Группировка ведёт активную деятельность партизанского характера, проводя нападения и засады на силы Временного правительства Сирии. Из успешных операций бригады «Береговой обороны» - захват военного аеродрома Астамо, находящийся в 9 км к северу от Хмеймима (февраль - март 2025), захват заставы на пике Наби Юнус в Латакии (март 2025), периодичные засады на конвои Сил Безопасности на дороге Тартус-Банияс (март-апрель 2025) и т.д. Сотрудничает с другими повстанческими силами, такие как Сирийское Народное Сопротивление и Исламский Народный Фронт Сопротивления в Сирии. 